# 盧特鎮區 (密蘇里州蒙哥馬利縣)
盧特鎮區（英語：Loutre Township）是位於美國密蘇里州蒙哥馬利縣的一個行政鎮區。

## 地方資料
盧特鎮區的面積為289.19平方千米，當中陸地面積為282.82平方千米，而水域面積為6.37平方千米。根據2020年美國人口普查的數據，當地共有人口1313人，而人口密度為每平方千米4.54人。